# トマス・ステュアート (第2代アンガス伯爵)
第2代アンガス伯爵トマス・ステュアート（Thomas Stewart, 2nd Earl of Angus、1331年ころ - 1361年）は、中世スコットランド王国の貴族。

## 生涯
トマス・ステュアートは、ジョン・ステュアート・オブ・ボンキルとマーガレット・ド・アバーネシー（Margaret de Abernethy）の息子である。初代アンガス伯であった父が亡くなったとき、トマスはまだ幼児であったが、父が遺したベリックシャー、アバーネシーおよびアンガスの所領と爵位を相続した。
1353年、トマスはロスリンのウィリアム・ド・サン・クレール（William de St Clair）の娘、マーガレット・シンクレア（Margaret Sinclair）と結婚した。義父にあたるサン・クレールは、既に1330年にスコットランド王ロバートの心臓を聖地へ運ぼうとしたダグラス卿とともに、テバの戦いで戦死していた。この結婚への承認を求める請願は、フランス王ジャン2世の介添えを得て聖座に送られているが、これは若きアンガス伯トマスがフランスの宮廷に身を置いていたことがあったことを示唆している。
1355年、ベリックの攻城戦に加わったアンガス伯は、ネヴィルズ・クロスの戦い以来10年間囚われの身であったスコットランド王デイヴィッド2世の解放交渉にあたった貴族たちのひとりとなった。1350年代のいずれかの時点で、ステュアートはスコットランド式部長官（Great Chamberlain of Scotland）に任じられたが、1359年までのいずれかの時点でこの職を辞し、ウォルター・ド・ビガー（Walter de Biggar）が後任となった。
アンガス伯爵は、1360年にソートラ（Soutra）で起きた、デイヴィッド2世の妾キャサリン・モーティマー（Catherine Mortimer）殺害の陰謀に関わったひとりと見なされ、拘束された。ダンバートン城に投獄されていた間に、腺ペストに倒れ、没した。

## 妻子
トマス・ステュアートは、マーガレット・シンクレアとの間に2人の娘をもうけた。
- マーガレット（英語版） - アンガス女伯。初代アンガス伯ジョージ・ダグラス（英語版）の母。
- エリザベス - キャゾー（Cadzow：現在のハミルトン（英語版））のジョン・フィッツ・ウォルター（John fitz Walter）に嫁ぎ、ハディントン伯家の先祖となった。